# Monument aux morts de Sète
Le monument aux morts de Sète (Hérault, France) est consacré aux soldats de la commune morts lors des conflits du XXe siècle.

## Caractéristiques
Le monument est érigé dans le jardin  du Château d'eau, près du centre-ville de Sète. Il comporte un piédestal en pierre supportant un haut-relief en marbre représentant un poilu saluant la dépouille d'un camarade gisant, qu'une femme voilée à genou pleure. Derrière le groupe statuaire, un mur rectangulaire en pierre porte l'inscription suivante, en lettres dorées : « Aux enfants de Cette morts pour la France ».
Contrairement à d'autres monuments communaux, le monument aux morts de Sète ne comporte aucun nom de soldats morts au combat au XXe siècle,. Il mesure 4 m de hauteur sur 7 m de largeur.

## Histoire
Le monument aux morts est inauguré le 12 août 1923,. La statuaire est l'œuvre des frères Marius Roussel et Paul Roussel.
Le monument aux morts est inscrit au titre des monuments historiques le 18 octobre 2018. Il fait partie d'un ensemble de 42 monuments aux morts de la région Occitanie protégés à cette date pour leur valeur architecturale, artistique ou historique.